# Écuelle (récipient)
Pour les articles homonymes, voir Écuelle (homonymie).

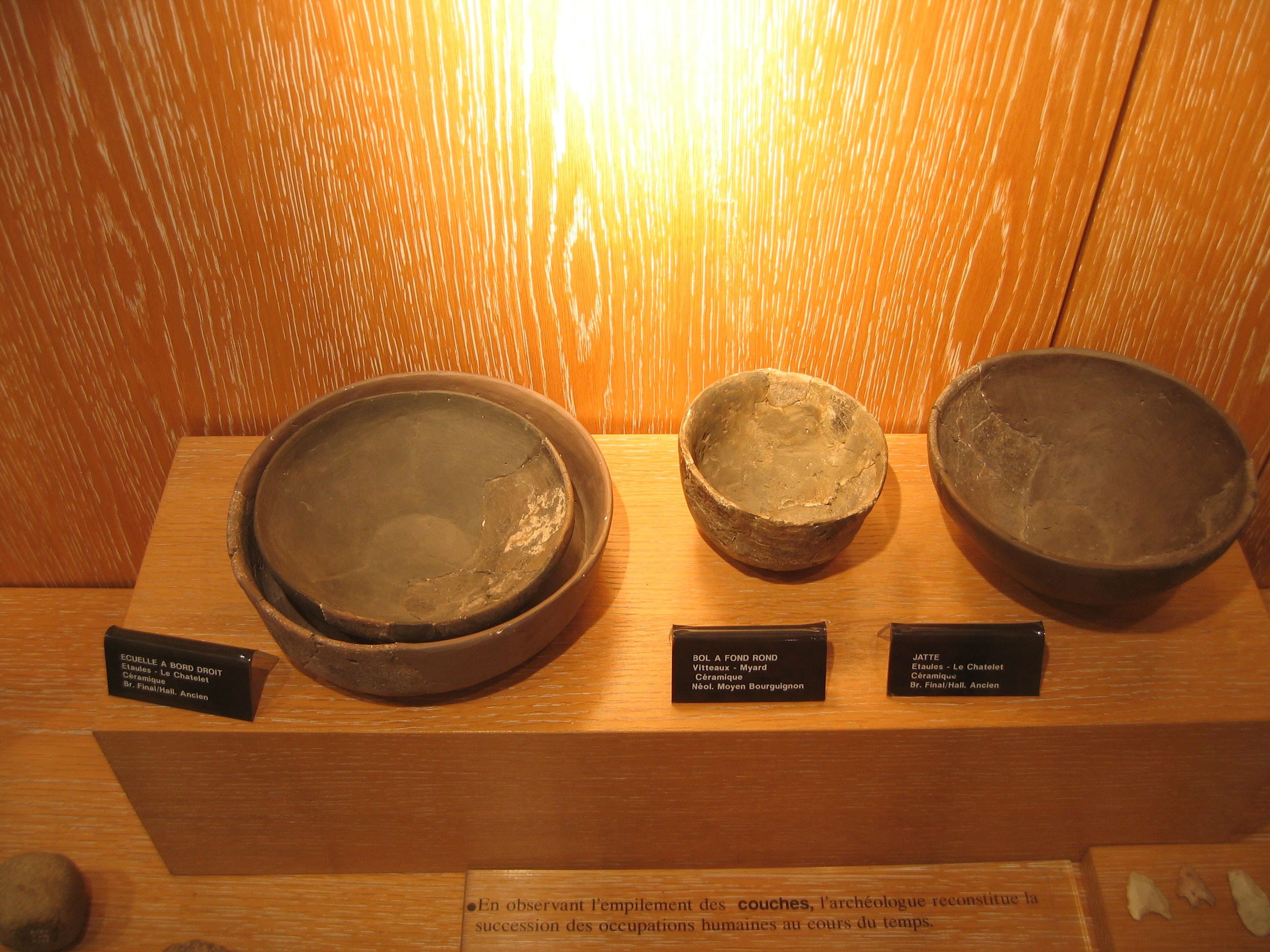
De gauche à droite :
écuelle, bol, jatte, exposés au musée archéologique de Dijon.

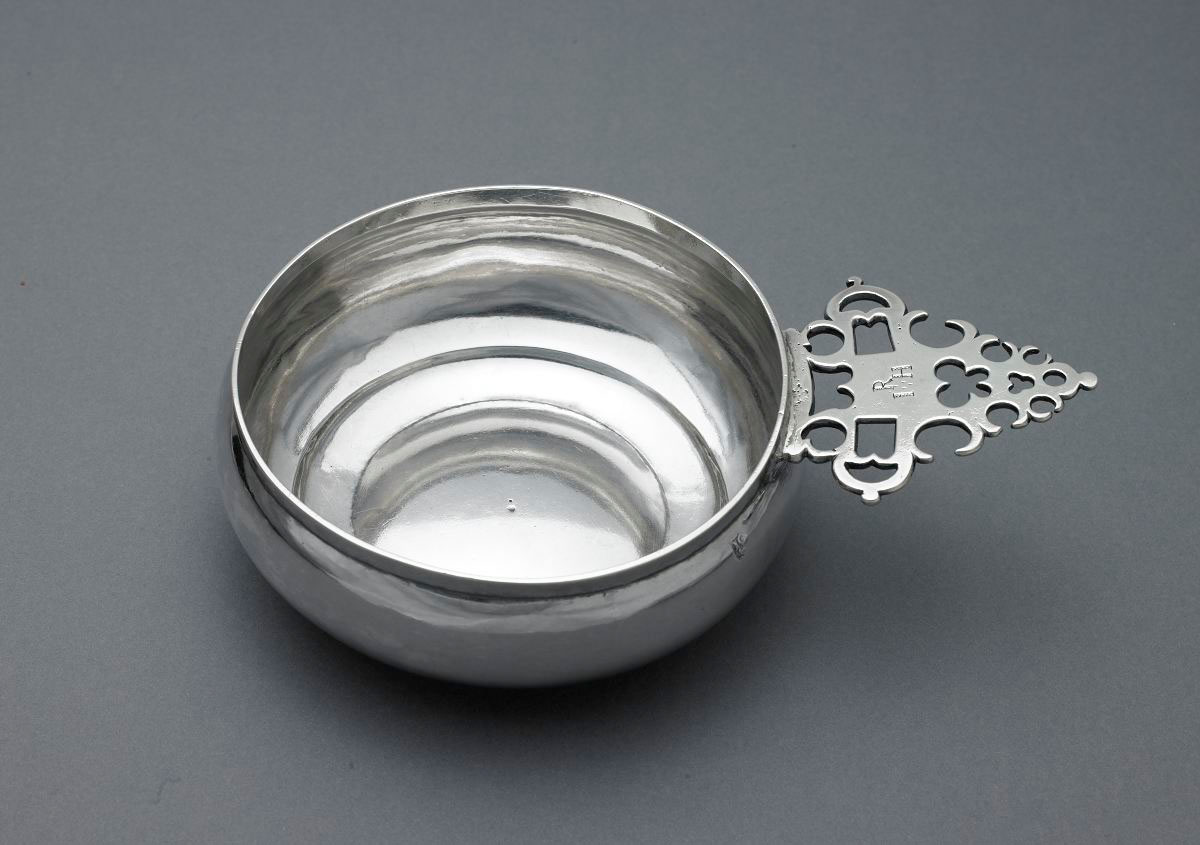
Écuelle d'argent du début du XVIIIe siècle, réalisée à Boston par l'orfèvre
John Coney.

Une écuelle est une sorte de  gamelle, de petit récipient rond, avec ou sans anses (qu'on appelait parfois « oreilles »), creux et très évasé, dans lequel on place et mange de la nourriture, même liquide.
Dans le sens actuel d'un récipient à usage d'alimentation humaine, le mot a une nuance rustique ou populaire, voire péjorative. Il est usuel pour désigner un récipient pour nourrir chiens et chats.
Mais ce nom pouvait, dans le passé, désigner un récipient noble, objet d'orfèvrerie en argent ou en étain (voir l'article sur la Wikipédia anglophone porringer).
Au Moyen Âge, l'archer de l'écuelle désignait un archer chargé dans la cité de mener les mendiants à l'hôpital.